# Riu Halil

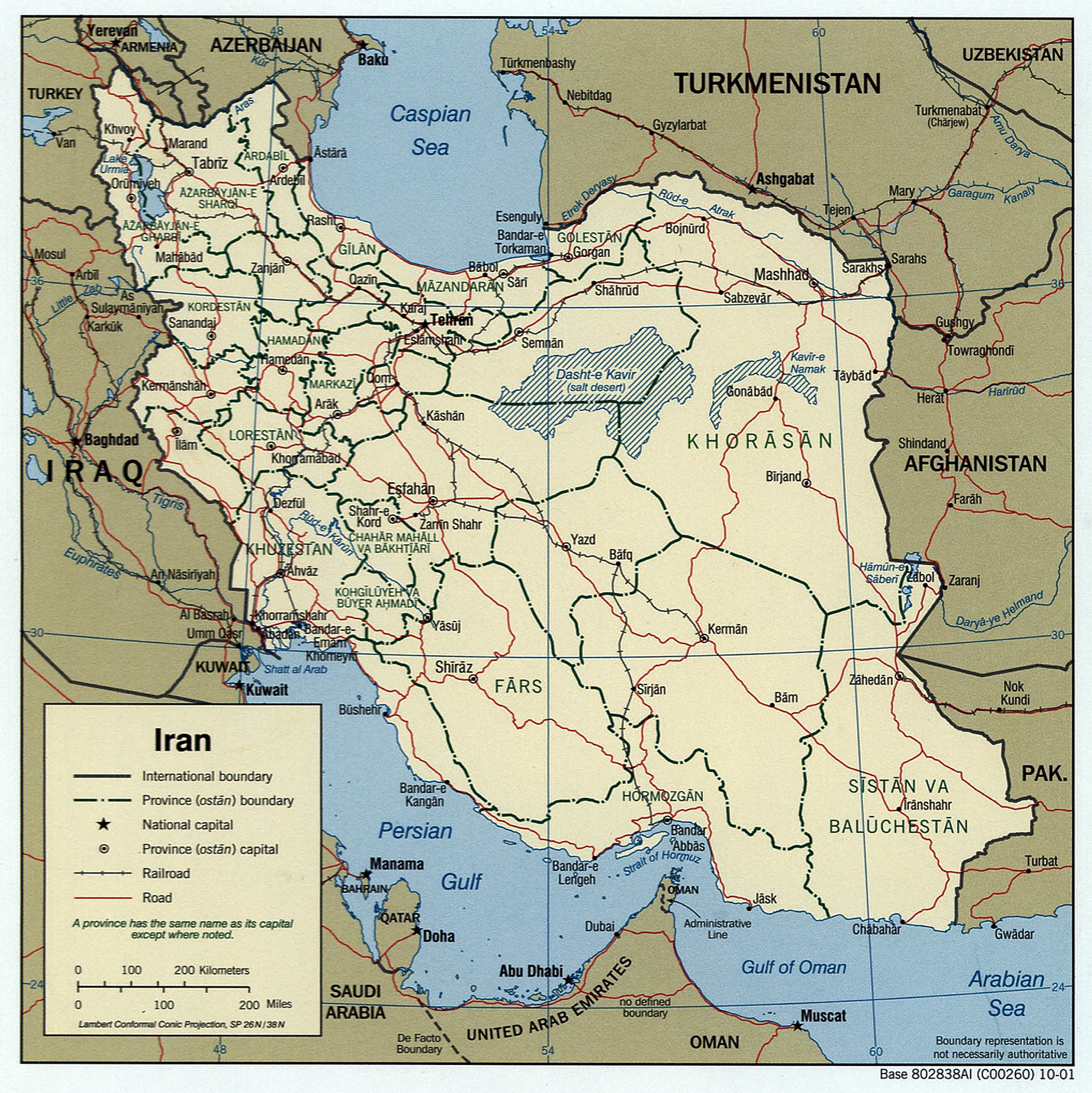
Mapa dels rius de l'Iran

El riu Halil o Halil Rood (en persa:: هلیل رود o riu Halil, Rood vol dir "riu") és un riu del sud-est de l'Iran de conca endorreica que discorre al voltant de Jiroft a la província de Kerman.
Neix a 3.300 m d'altitud als Monts Hazar i es dirigeix cap al sud-est. El seu règim és nivopluvial molt irregular amb un màxim el març-abril i estiatge a la tardor. Té una llargada de 390 km i un cabal de 12,7 m³/s.
El clima de la vall del riu Halil Rood és extremadament càlid a l'estiu i temperat a l'hivern. En aquest lloc s'han enregistrat una de les temperatures més altes de l'Iran i de tot el món donat que es va arribar als 49 °C el setembre de 1933. També en aquesta vall es va descobrir l'any 2000 la Cultura de Jiroft.
Després de l'oasi de Jiroft, aquest riu es perd a les zones desèrtiques del sud-est de l'Iran.